# I Армейские международные игры
I Армейские международные игры «АрМИ-2015» — международные военно-прикладные игры, организованные на территории Российской Федерации по инициативе министра обороны С. К. Шойгу.
1 августа 2015 года на полигоне Алабино (Московская область) прошла торжественная церемония открытия Первых Армейских международных игр.
Игры проходили с 1 по 15 августа 2015 года на 11 военных полигонах, расположенных в трёх военных округах России. Программой игр предусмотрено 13 конкурсов полевой, морской и воздушной выучки.
В играх принимали участие 57 команд, представляющих 17 государств (Азербайджан, Ангола, Армения, Беларусь, Венесуэла, Египет, Индия, Казахстан, Кыргызстан, Китай, Кувейт, Монголия, Никарагуа, Пакистан, Россия, Сербия, Таджикистан). Также присутствовали многочисленные наблюдатели от 16 иностранных государств. Самые большие команды, помимо команды ВС России, выставлены от Китая и Беларуси. Военнослужащие Китая принимают участие в 12 конкурсах, а белорусские — в 9 конкурсах. Страны-участницы самостоятельно определяли, в каких соревнованиях примут участие их команды. Всего в соревнованиях приняли участие свыше двух тысяч иностранных военнослужащих.
Церемония закрытия игр состоялась в Алабино 15 августа 2015 года совместно с финальным этапом чемпионата мира по танковому биатлону.

## Участники
- Азербайджан
- Ангола
- Армения
- Беларусь
- Венесуэла
- Египет
- Индия
- Казахстан
- Кыргызстан
- Китай
- Кувейт
- Монголия
- Никарагуа
- Пакистан
- Россия
- Сербия
- Таджикистан

### Наблюдатели
- Бразилия
- Вьетнам
- Иран
- Мьянма
- Республика Корея
- Туркменистан

## Конкурсы

### Танковый биатлон
В конкурсе Танковый биатлон, проходящем на полигоне Алабино, принимали участие команды из 13 государств: Ангола, Армения, Венесуэла, Индия, Казахстан, Кувейт, Кыргызстан, Китай, Монголия, Никарагуа, Сербия, Таджикистан и Россия.
Все команды выступали на российских танках Т-72Б3, а китайцы — на своих танках Type 96А. По итогам танкового биатлона Россия на первом месте, Китай на втором, на третьем — Сербия. Команда Казахстана ближе всех к призовой тройке.

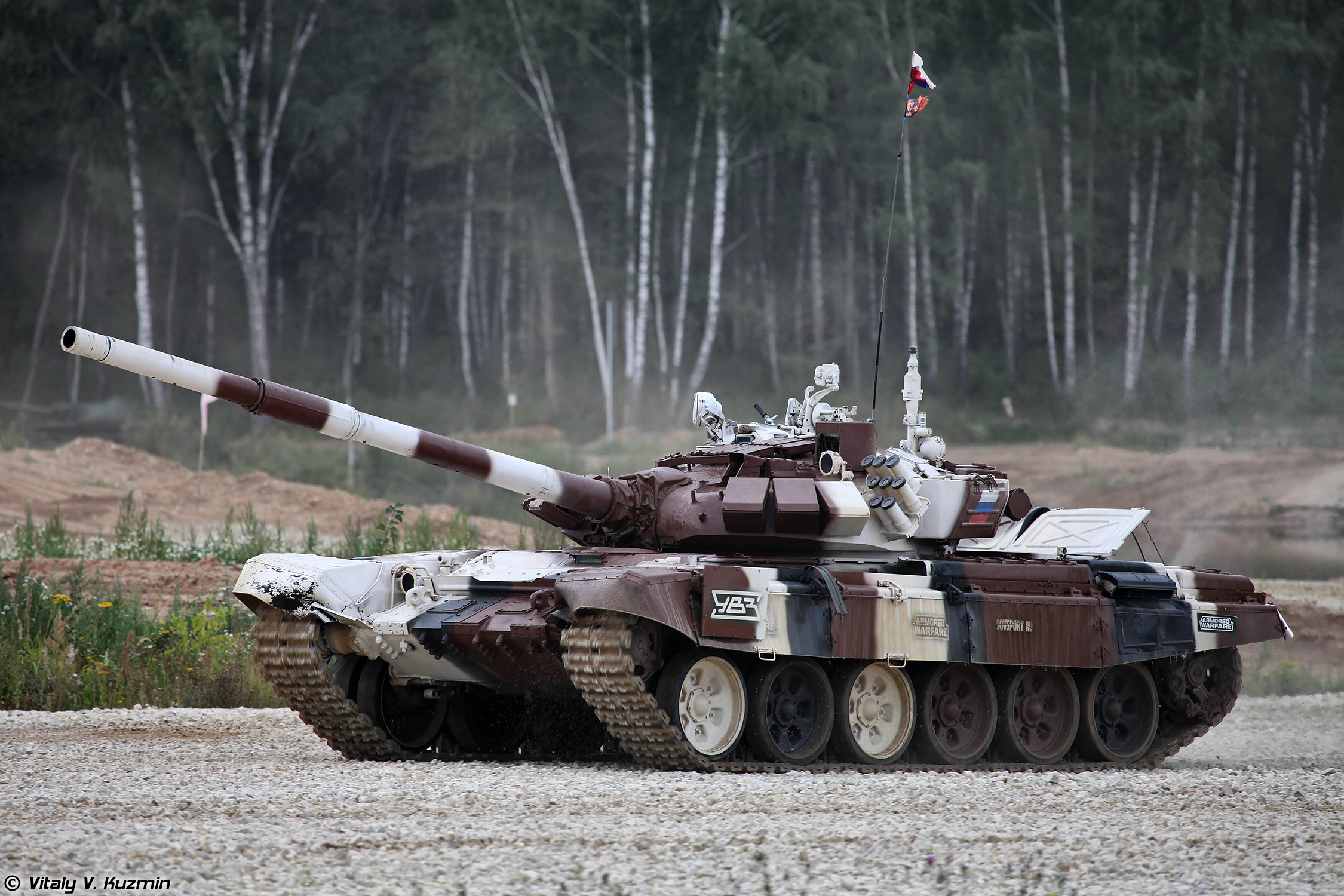
Российская команда.
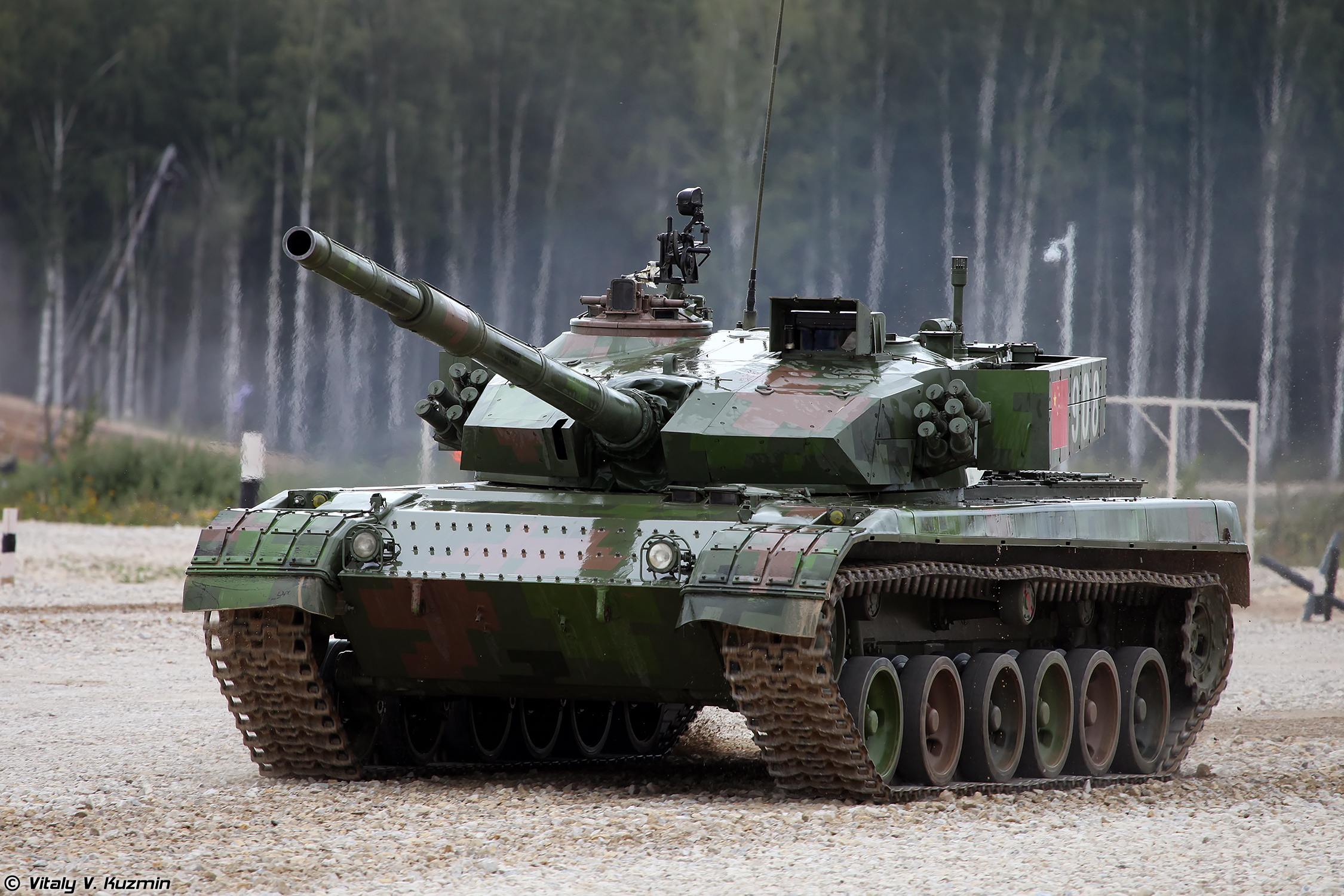
Китайская команда на Type 96А.
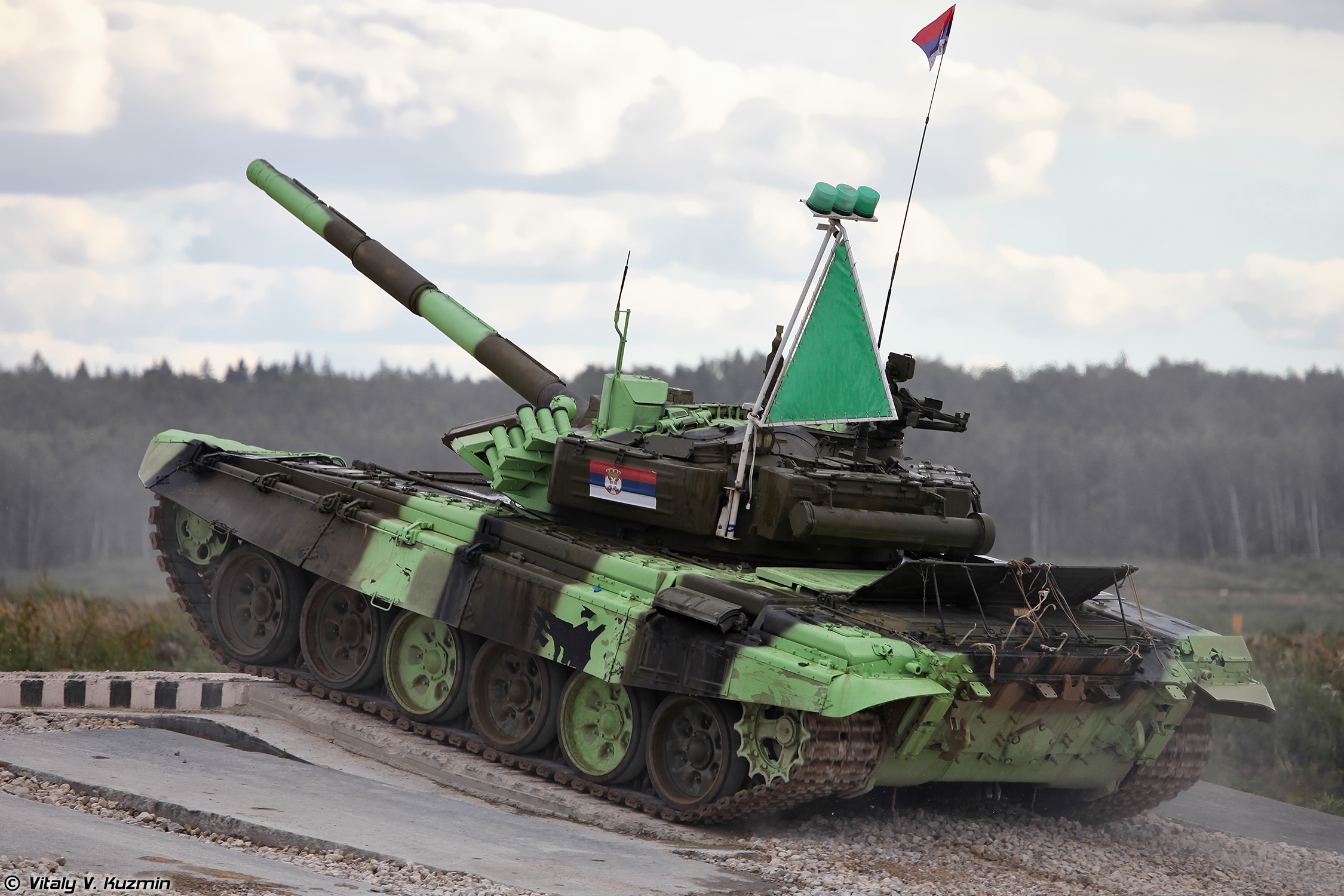
Сербская команда.
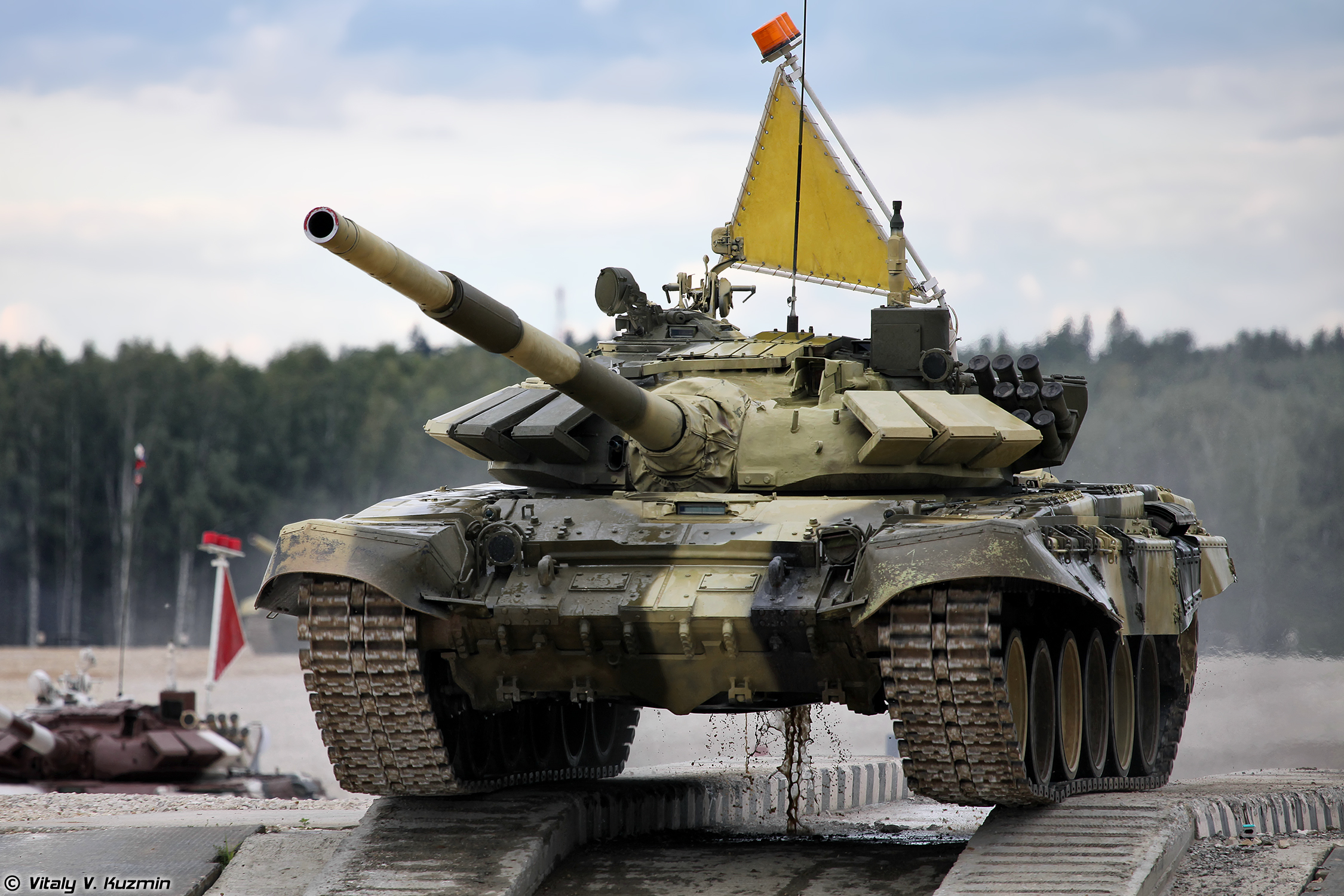
Команда Казахстана.

### Мастера противовоздушного боя
Конкурс проходил на полигоне Ейский на берегу Азовского моря. Принимали участие команды России, Венесуэлы, Китая, Пакистана, Республики Беларусь и Египта. В конкурсе соревновались отделения стрелков-зенитчиков в скорости выполнения нормативов перемещения на огневую позицию и точности стрельбы при выполнении огневых задач. Использовались ПЗРК «Игла».

### Мастера артиллерийского огня 2015

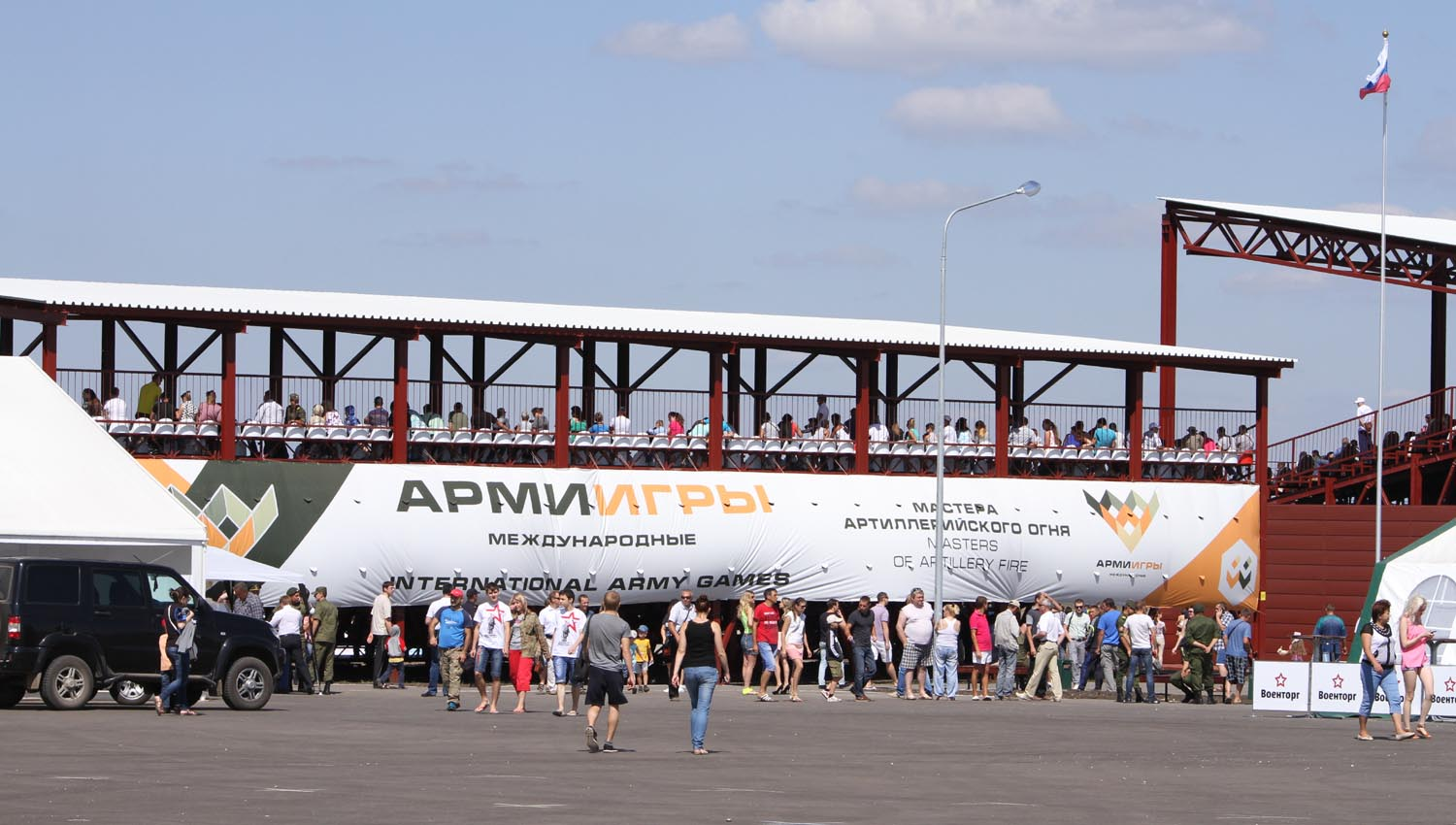
На площадке конкурса

Конкурсные соревнования проходили на артиллерийском полигоне Широкий Карамыш в Саратовском районе Саратовской области. Полигон расположен в трёх километрах юго-западнее села Ивановский.
На полигоне оборудован маршрут протяжённостью пять километров с препятствиями (водная преграда, колейный мост, песчаный участок, проход в минно-взрывном заграждении, косогор высотой 2.9 метра, курган высотой 6,7 метра, проход с обозначенными поворотами) и два участка для стрельбы — по неподвижным целям из миномётов и по неподвижным целям из ручного гранатомета.
Команды (кроме Беларуси и Китая) использовали миномёты 2С12 «Сани», перевозимые на автомобиле Урал-43206. Беларусь выступила на автомобилях Volat (MZKT-500200) производства МЗКТ. Команда Китая на САУ PLL-05.

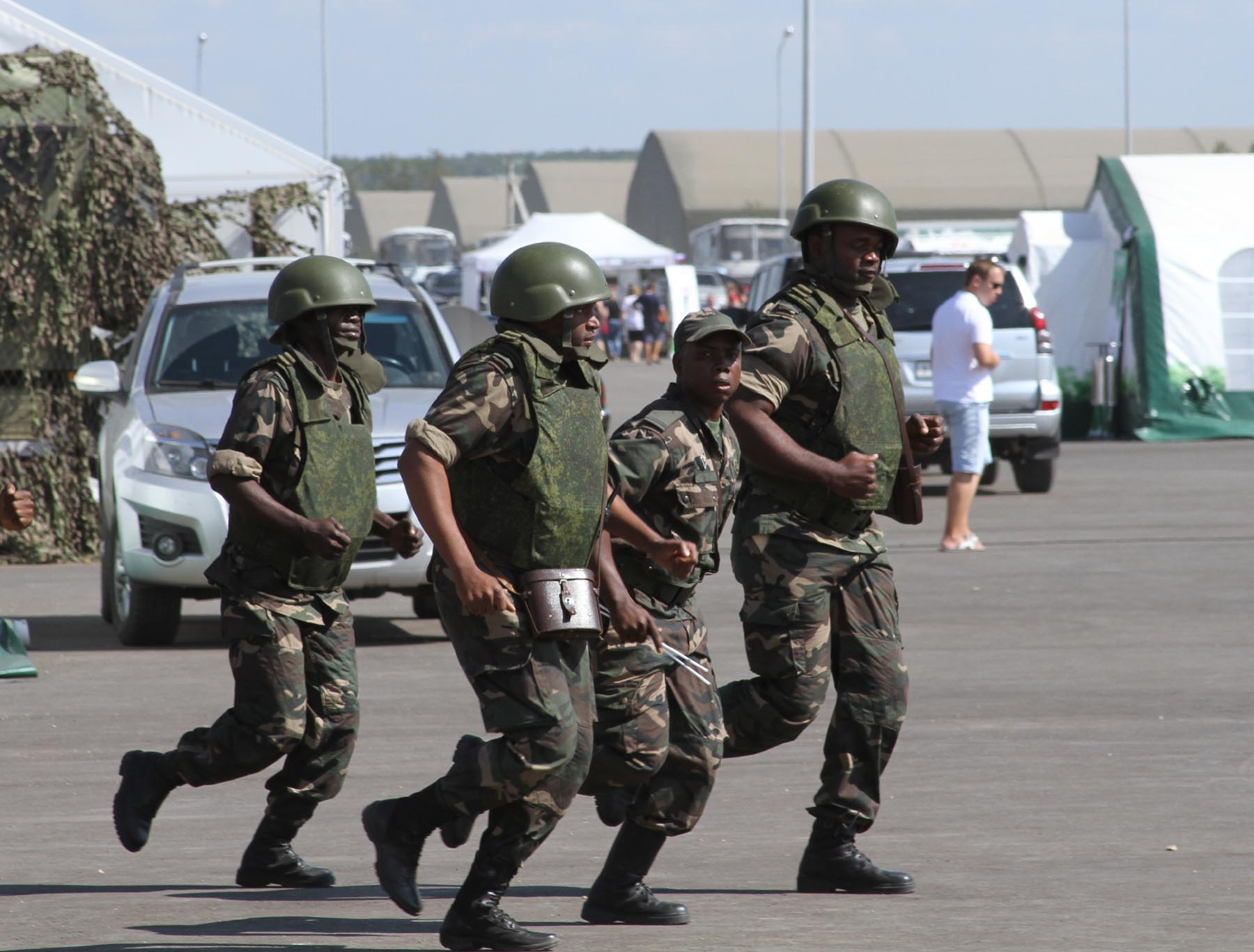
Боевой расчёт из Анголы.
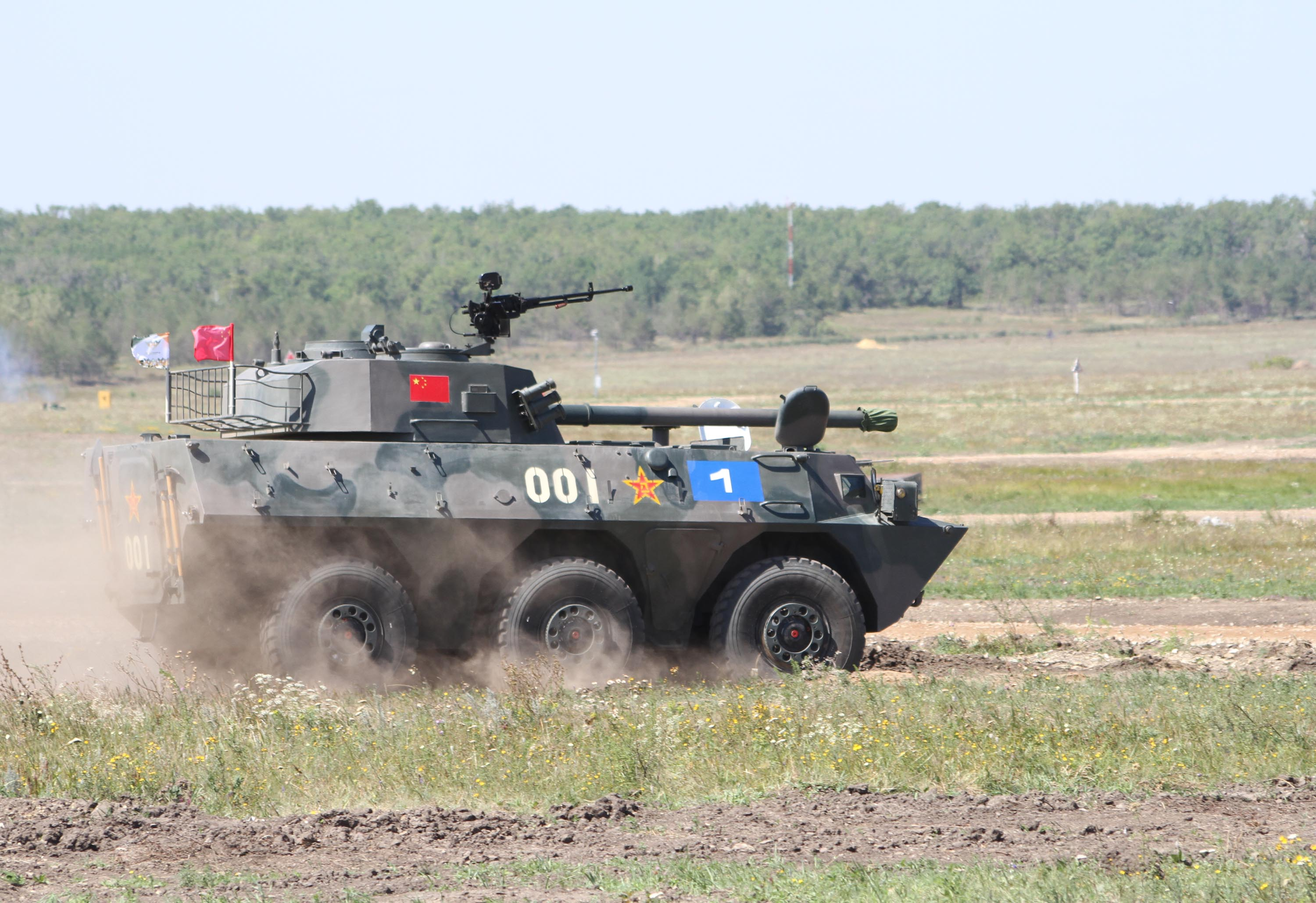
Расчёт Китая в PLL-05 готовится к старту.
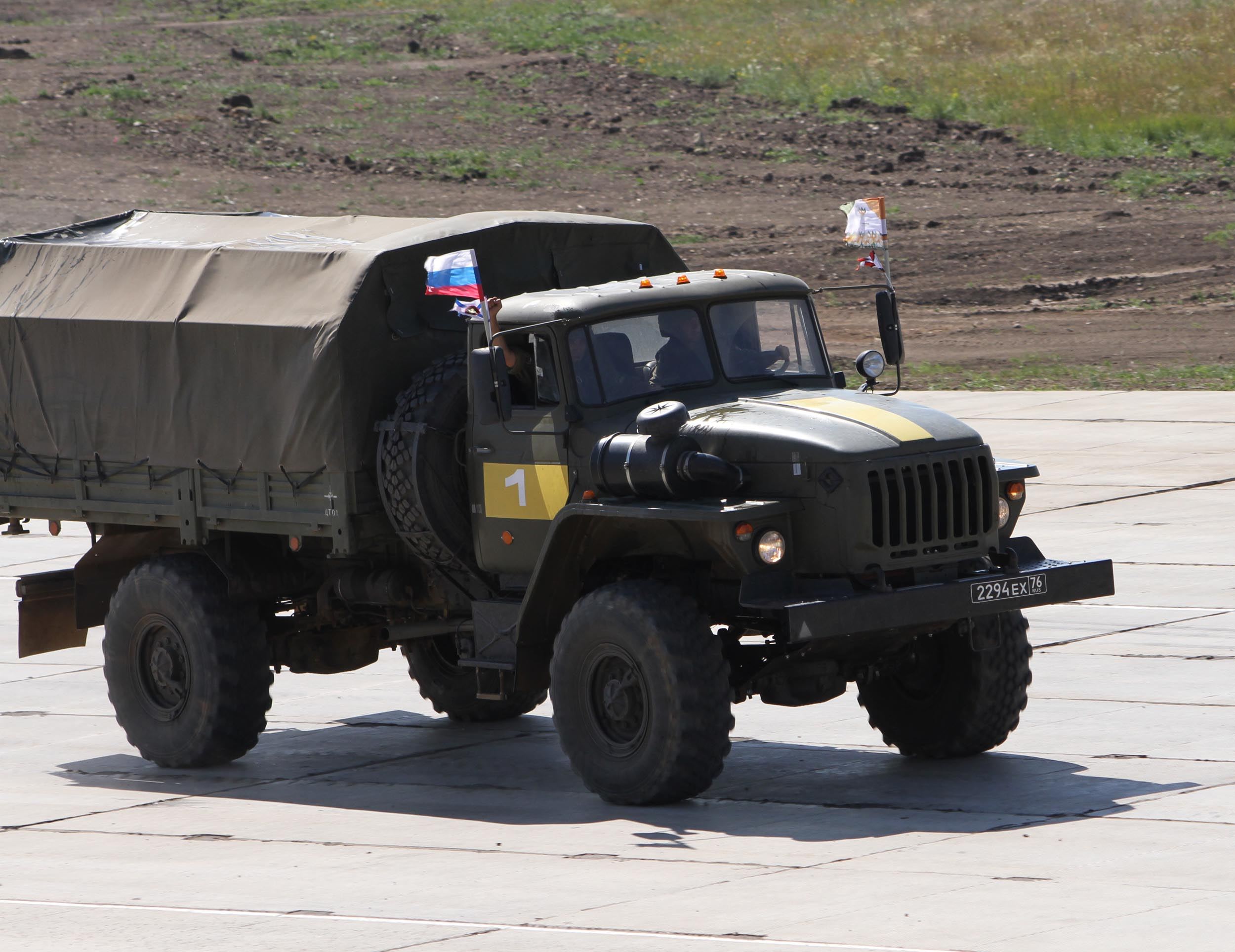
Российский расчёт финиширует.
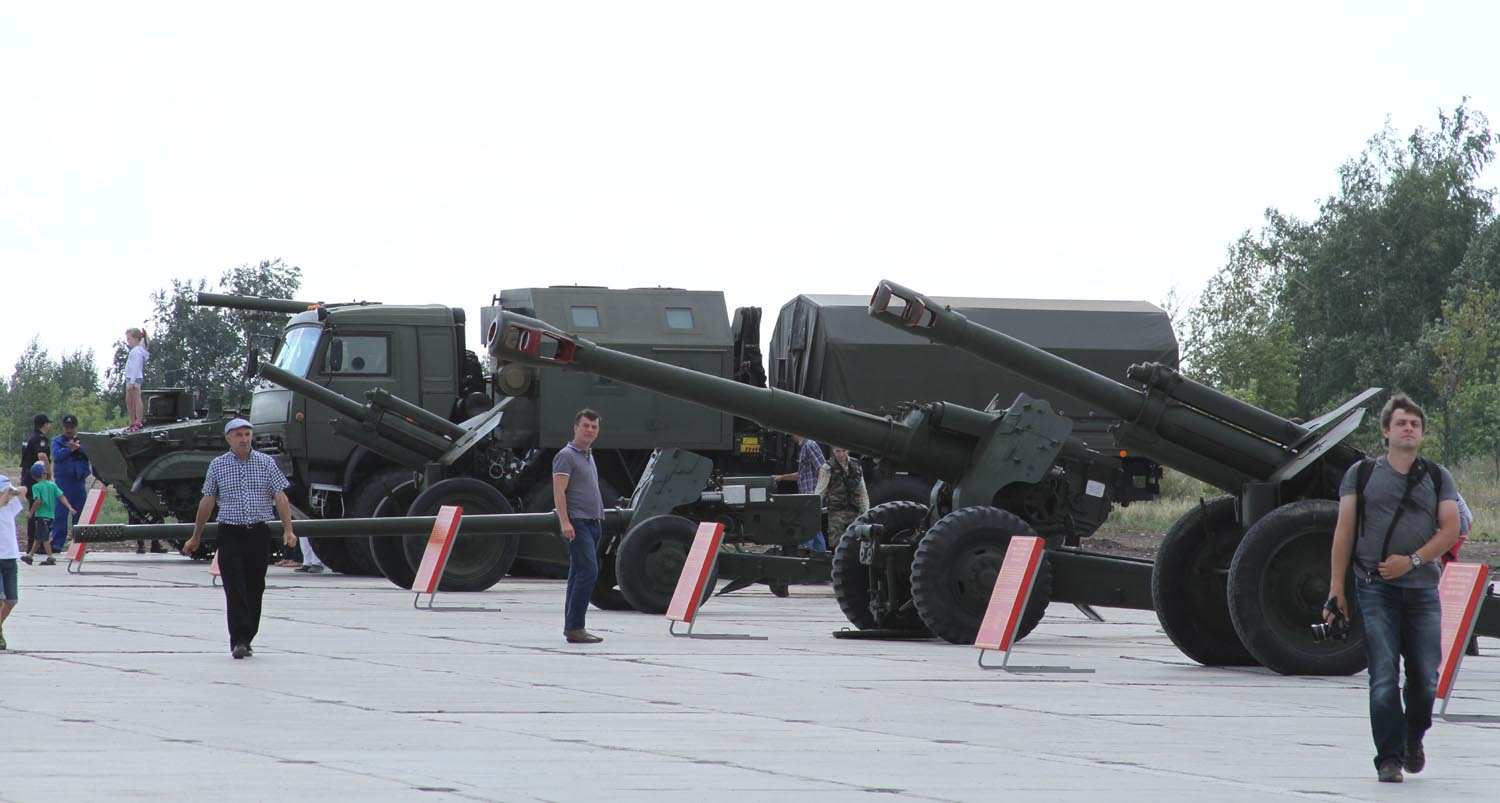
Экспозиция на площадке.

По итогам конкурса первое место заняла команда России, второе место — у команды Китая, третье — у команды Беларуси.

### Авиадартс
Конкурс авиадартс проходил на полигоне Дубровичи в Рязанской области. Страны-конкурсанты: Беларусь, Казахстан, Китай и Россия. Всего в Авиадартсе приняли участие более 100 летчиков, были задействованы 12 типов самолетов вертолётов и три аэродрома в Рязани, Брянской и Калужской областях.

### Открытая вода
Для подразделений понтонёров предназначен конкурс «Открытая вода». Он проходил на реке Ока в пригороде Мурома Владимирской области. Участвовали подразделения от Беларуси, Китая, России. Военнослужащие показали мастерство в выполнении нормативов при ведении инженерной разведки водной преграды, оборудовании десантной и мостовой переправы.

### Безопасный маршрут
Конкурс проводился впервые в рамках игр, цель конкурса: выявить лучших среди военных сапёров.. Соревнования проходили на базе 210-го межвидового регионального учебного центра инженерных войск в г. Кстово, Нижегородская область.

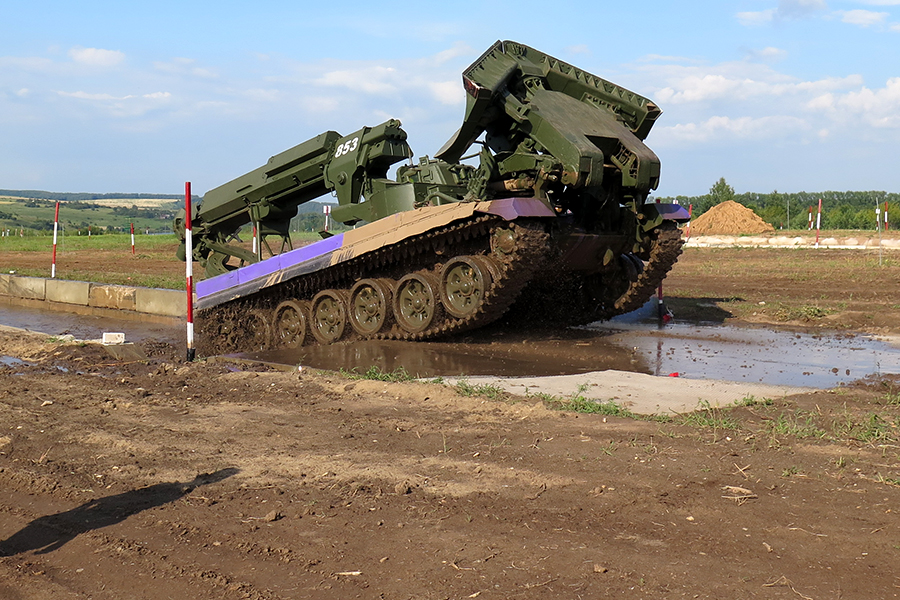
ИМР-2 на предварительном прохождении.
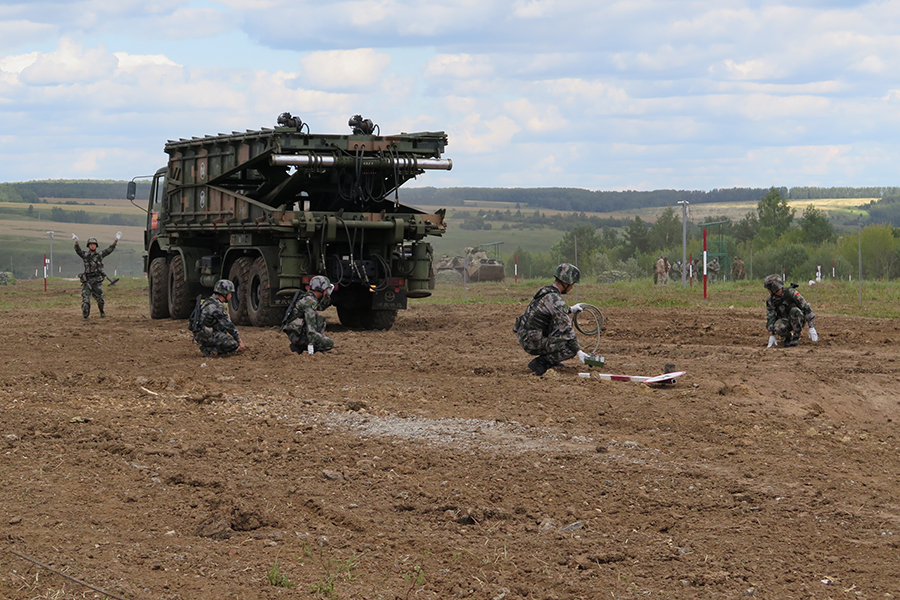
Механизированный мост GQL-111 китайской команды.
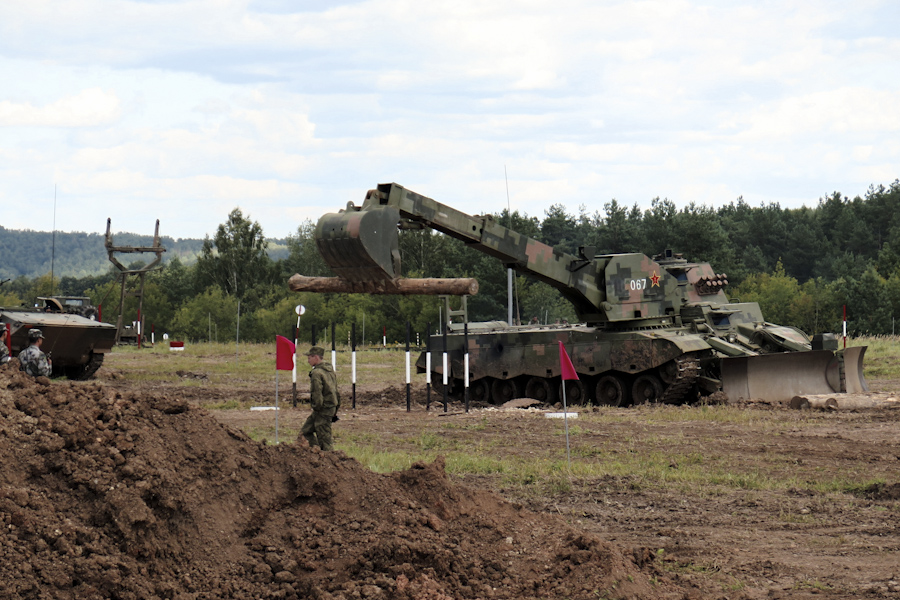
Китайская команда на инженерном танке GCZ-112.
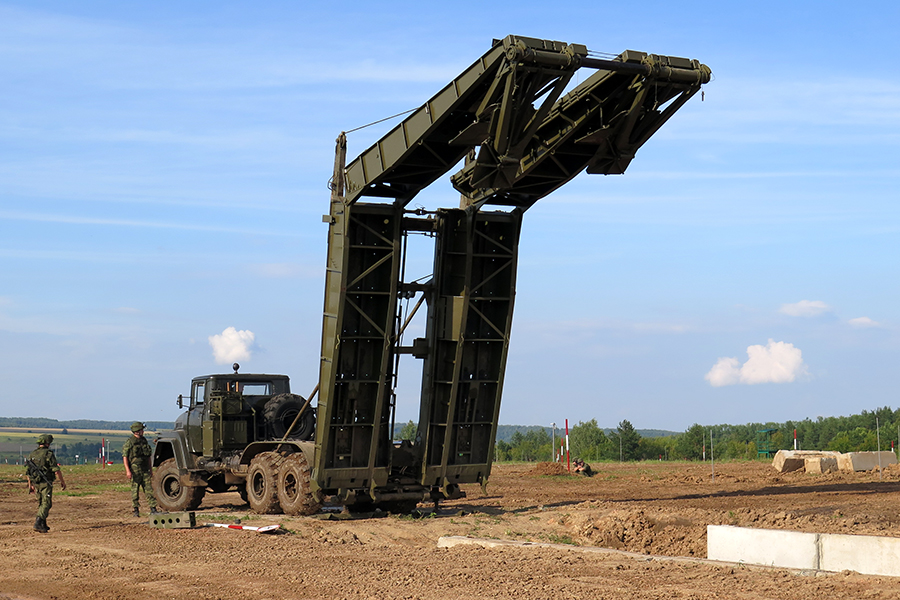
Механизированный мост ТММ-3М1.

### Суворовский натиск
Конкурс «Суворовский натиск» проходил на полигоне Алабино. Этот конкурс предназначен для военнослужащих, на вооружении которых состоят боевые машины пехоты. В программу конкурса входила проверка мастерства экипажа управлением боевой машиной пехоты в сложных условиях, преодолении водных преград на плаву, а также меткости ведения огня из штатного вооружения. Состязания проходили на БМП-2 (мотострелки из России и Венесуэлы) и WZ501 (военнослужащие Китая).

### Каспийское дерби
Морские пехотинцы состязались в скоростном вождении бронетехники и меткости. По итогам конкурса на первом месте оказалась команда морской пехоты ВМФ России, на втором месте — команда морской пехоты армии Китая, на третьем — морские пехотинцы ВМС Казахстана.

### Отличники войсковой разведки
Соревнования проходили под Новосибирском.

### Полевая кухня
В конкурсе соревновались повара и коки из нескольких стран.

## Награды для победителей

Ведомственные награды МО РФ за победу в соревнованиях: медали «За отличие в соревнованиях» и «Чемпионат мира танковый биатлон» I, II и III степени

Военнослужащие Вооружённых Сил Российской Федерации, занявшие на армейских международных играх I, II и III места, помимо золотой, серебряной и бронзовой медалей международного чемпионата, получили кубки, ценные подарки, а также были награждены ведомственными наградами Министерства обороны Российской Федерации — медалями «За отличие в соревнованиях» и «Чемпионат мира танковый биатлон».

## Медальный зачёт и рейтинг команд[10]
- Первое место — сборная команда Вооруженных Сил Российской Федерации — 445 золотых и 11 серебряных медалей[11].
- На втором месте — команда Национально-освободительной армии Китая — 12 золотых, 340 серебряных и 35 бронзовых наград.
- На третьем месте — сборная Беларуси — 3 золотых, 50 серебряных и 249 бронзовых медалей[3].

| Общее количество медалей | Общее количество медалей | Общее количество медалей | Общее количество медалей | Общее количество медалей | Общее количество медалей | Общее количество медалей |
| Место                    | Страна                   | Количество конкурсов     | Золото                   | Серебро                  | Бронза                   | Всего                    |
| ------------------------ | ------------------------ | ------------------------ | ------------------------ | ------------------------ | ------------------------ | ------------------------ |
| 1                        | Россия                   | 13                       | 13                       | 0                        | 0                        | 13                       |
| 2                        | Китай                    | 12                       | 0                        | 10                       | 1                        | 11                       |
| 3                        | Беларусь                 | 9                        | 0                        | 2                        | 6                        | 8                        |
| 4                        | Казахстан                | 4                        | 0                        | 2                        | 2                        | 4                        |
| 5                        | Венесуэла                | 4                        | 0                        | 0                        | 1                        | 1                        |
| 6                        | Египет                   | 2                        | 0                        | 0                        | 1                        | 1                        |
| 7                        | Азербайджан              | 1                        | 0                        | 0                        | 1                        | 1                        |

| Место | Страна      | Количество конкурсов | Занятые места на конкурсах |
| ----- | ----------- | -------------------- | -------------------------- |
| 9     | Ангола      | 2                    | 5/ 12/                     |
| 10    | Сербия      | 1                    | 4                          |
| 11    | Индия       | 1                    | 5                          |
| 12    | Кыргызстан  | 1                    | 6                          |
| 12    | Пакистан    | 1                    | 6                          |
| 13    | Таджикистан | 1                    | 7                          |
| 14    | Армения     | 1                    | 8                          |
| 15    | Кувейт      | 1                    | 9                          |
| 16    | Монголия    | 1                    | 10                         |
| 17    | Никарагуа   | 1                    | 13                         |